# Le Lamentin
La Lamentin je město na Martiniku, ostrově Malých Antil, ve stejnojmenném zámořském departementu Francie. Leží při zálivu,  asi 5 km východně od Fort-de-France, je druhým největším městem ostrova a největším centrem průmyslu na ostrově Martinik. Protéká jím řeka Lézarde v délce 35 km.
V roce 2022 žilo ve městě 39 346 obyvatel.

## Dějiny města
Osadu v zátoce Atlantského oceánu  na jihu ostrova při řece Lézarde založili místní obyvatelé, zvaní Karibové. Nizozemští, britští a francouzští kolonisté sem přicházeli z Fort-de-France, záliv nakonec ovládli Francouzi a připojili všechny osady k francouzské koruně.   
V roce 1902 po výbuchu sopky Montagne Pelée přibyli k obyvatelům uprchlíci ze zničeného města Saint-Pierre. 
Od roku 1946, kdy Martinik získal status zámořského departementu Francie, zažívá město hospodářský růst.

## Ekonomika
Město má průmyslovou zónu se 30 000 podniky a je sídlem asociace rafinerií ropy. Je rovněž centrem turistiky.

## Klima
Le Lamentin má tropické monzunové klima. Průměrná roční teplota je 27,0 °C. Průměrné roční srážky jsou 2 056,6 mm, listopad je nejdeštivější měsíc. nejvyšší průměrné teploty bývají v srpnu, kolem 28,1 °C, a nejnižší v únoru, kolem 25,6 °C. Nejvyšší zaznamenaná teplota byla 35,4 °C, a to 7. října 2012. Nejnižší zaznamenaná teplota byla 14,1 °C, dne 25. prosince 1964.

## Doprava
Město má mezinárodní letiště (Martinique Aimé Césaire International Aérporte), přístav pro osobní lodní dopravu, autobusovou dopravu městskou a dálkovou.

## Památky
- Hala tržnice (Marché du Lamentin) - ocelová konstrukce z roku 1847
- Kostel sv. Vavřince (Église Saint-Laurent) - římskokatolická bazilika, nejstarší stavba ve městě, založená v 17. století, přestavěná v 19. století, pozoruhodné okenní vitráže

## Sport
- Fotbalový, florbalový a ragbyový klub
- Každoroční mezinárodní tenisový turnaj ITF

## Osobnosti
- Ronald Pognon (* 1982 Le Lamentin) -  francouzský atlet

## Partnerská města
- Santiago de Cuba, Kuba
- Treichville, Pobřeží slonoviny

## Galerie

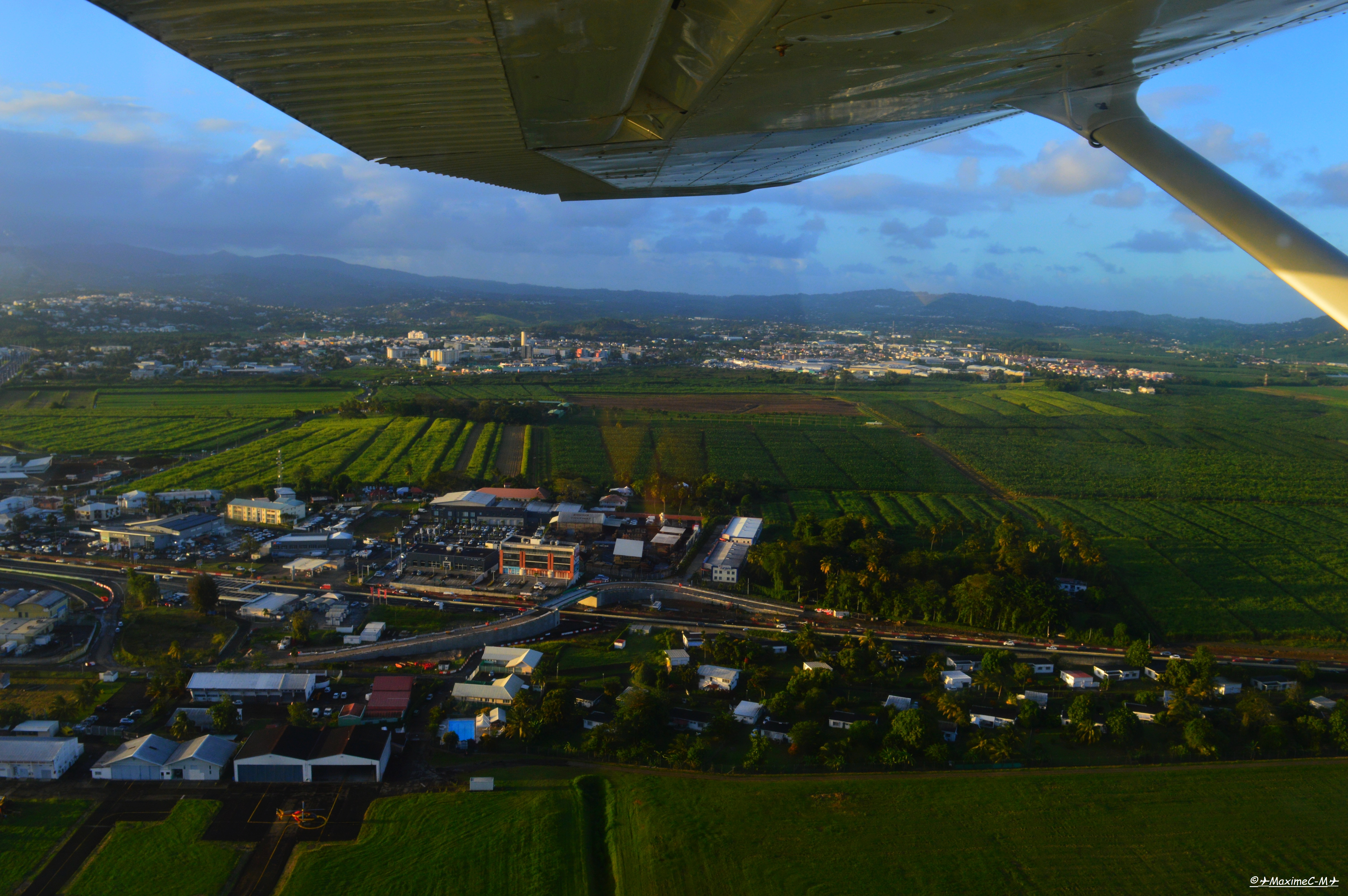
Letecký snímek města
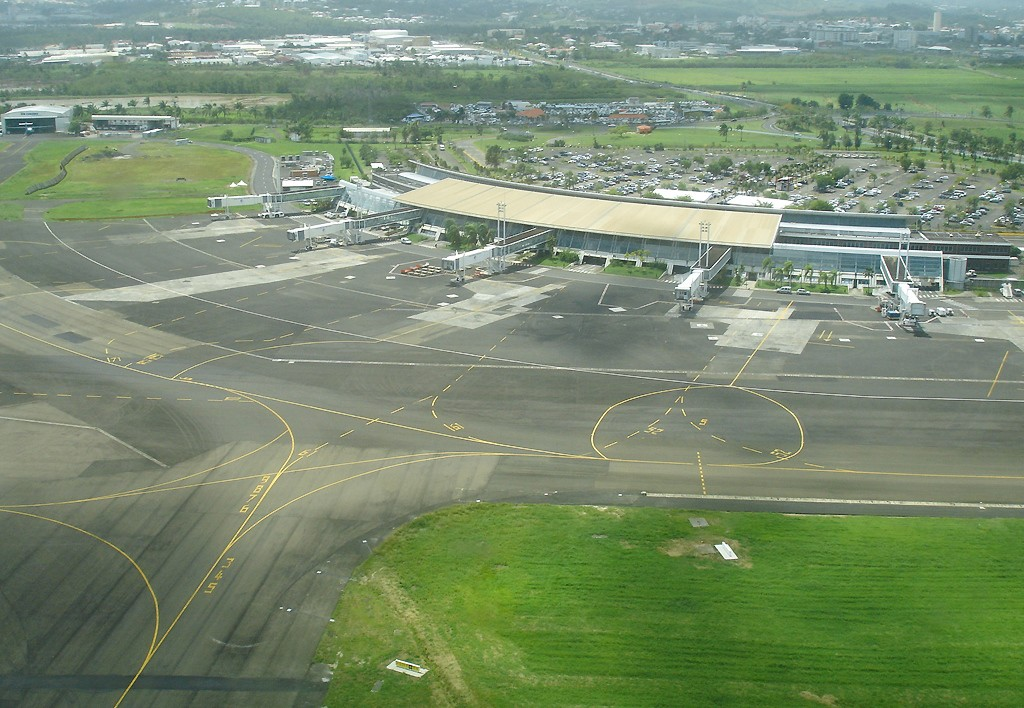
Letiště
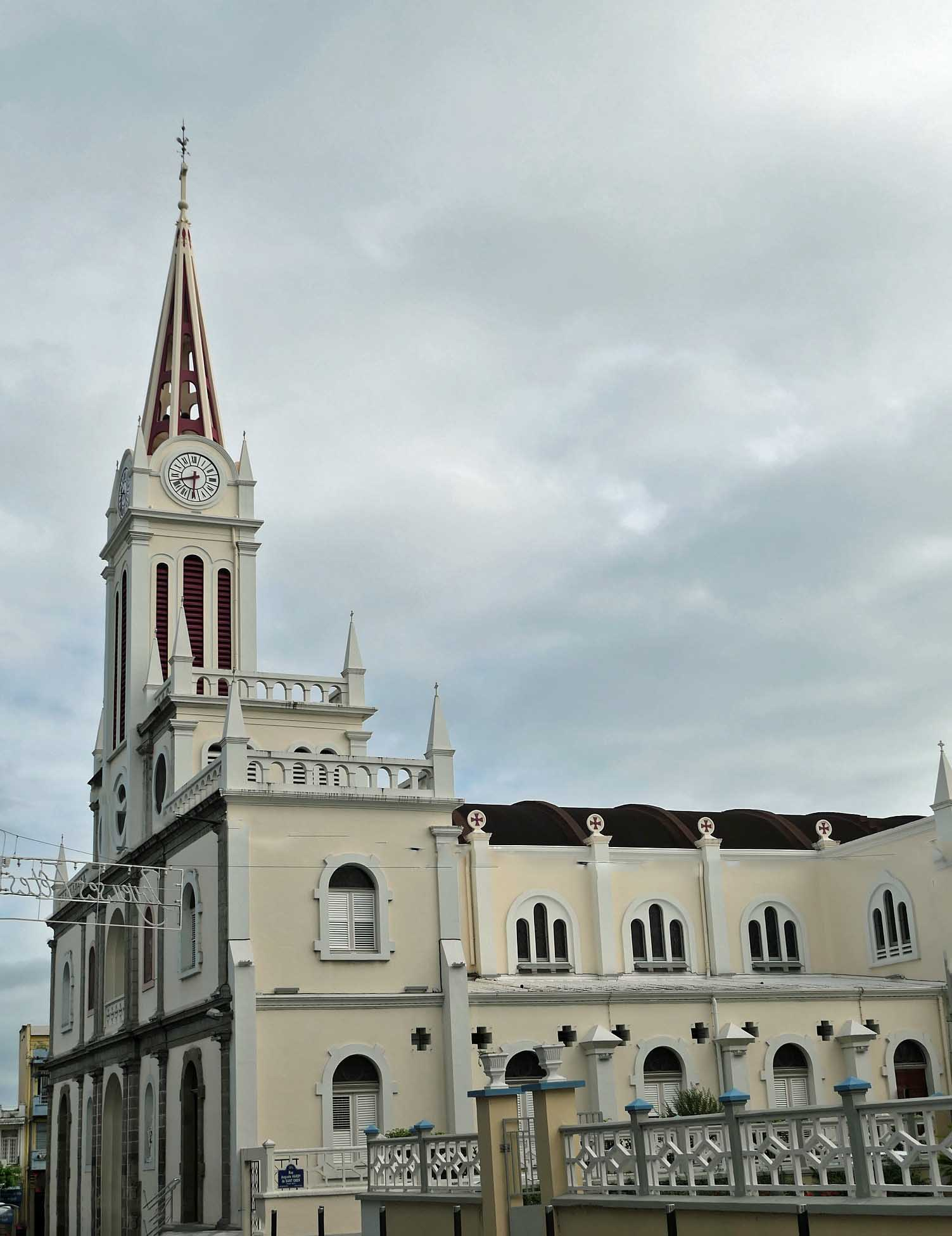
Kostel sv. Vavřince
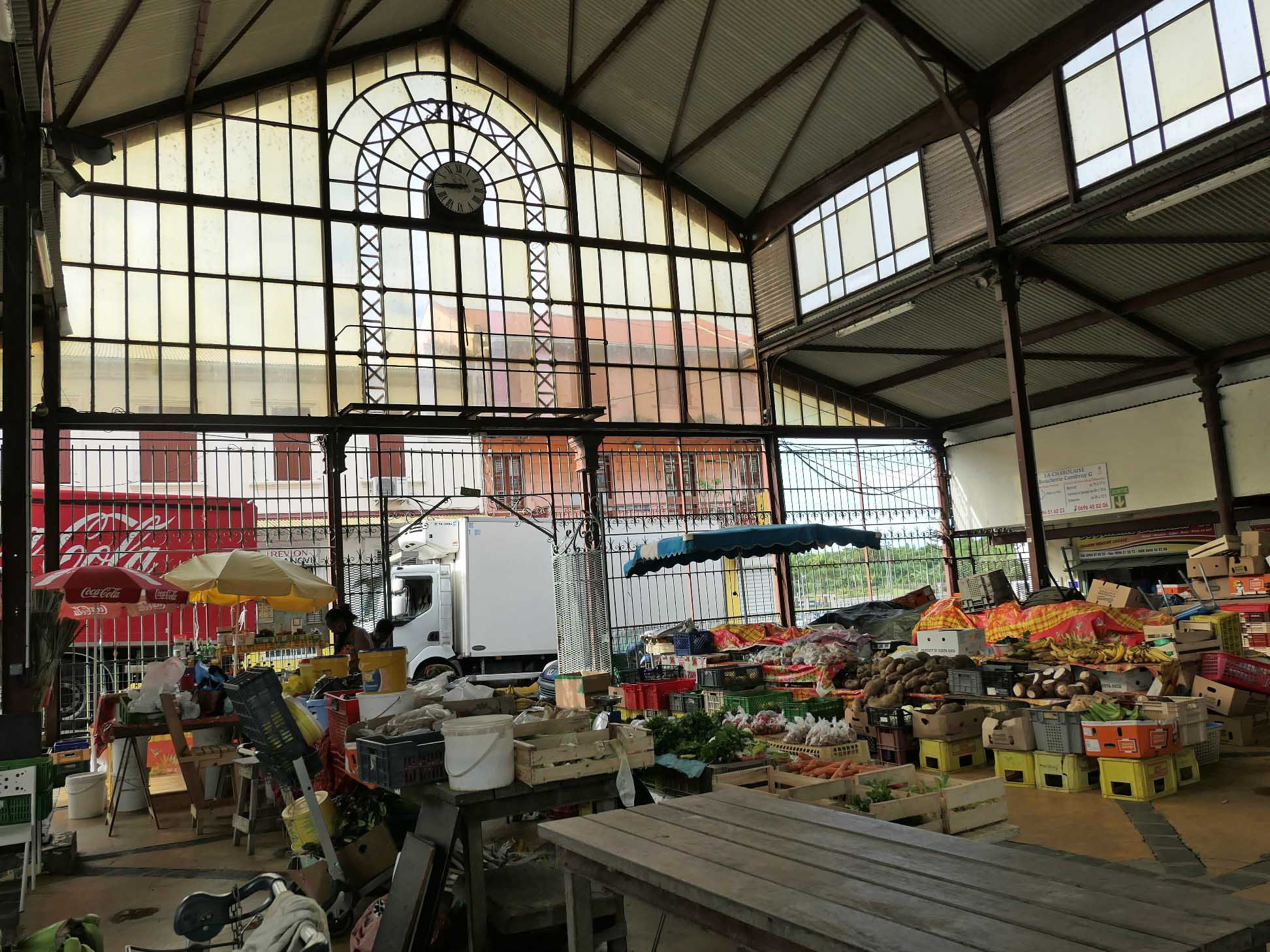
Tržnice